# Brian Howard
Brian Christian de Claiborne Howard (Hascombe, 13 de março de 1905 - Nice, 15 de janeiro de 1958) foi um poeta inglês e mais tarde escritor do New Statesman.

## Biografia
Howard nasceu em Hascombe, Surrey, filho de pais norte-americanos de ascendência protestante. Ele era descendente de Benjamin Franklin e foi criado em Londres. Seu pai, Francis Howard Gassaway, era filho do escritor Frank Gassaway, e um parente de James Whistler. Seu bisavô, Stephen Griffith Gassaway, foi reitor episcopal da Christ Church, Georgetown, DC Seu bisavô, John Wesley Chess, foi casado com um ministro metodista, e seu bisavô, Rufus Washburn Carley, foi ministro da Igreja Metodista Episcopal.

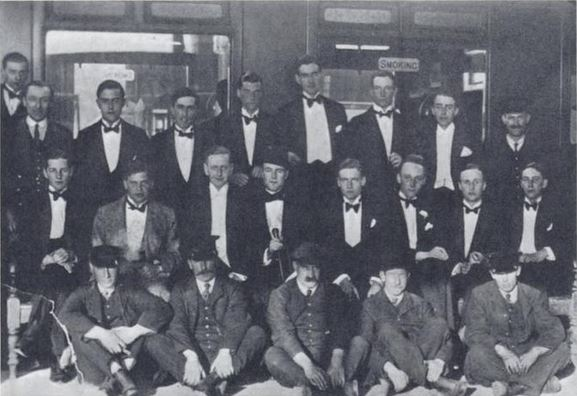
Railway Club em Oxford, idealizado por John Sutro, presidido por Harold Acton. Da esquerda para a direita (atrás): Henry Yorke, Roy Harrod, Henry Weymouth, David Plunket Greene, Harry Stavordale, Brian Howard. Centro: Michael Rosse, John Sutro, Hugh Lygon, Harold Acton, Bryan Guinness, Patrick Balfour, Mark Ogilvie-Grant, Johnny Drury-Lowe. Frente: porteiros.

Em Oxford, Howard fazia parte do Railway Club, que incluía: Henry Yorke, Roy Harrod, Henry Thynne, 6.º Marquês de Bath, David Plunket Greene, Harry Fox-Strangways, 7.º Conde de Ilchester, Michael Parsons, 6.º Conde de Rosse, John Sutro, Hugh Lygon, Harold Acton, Bryan Guinness, 2.º Barão Moyne, Patrick Balfour, 3.º Barão Kinross, Mark Ogilvie-Grant e John Drury-Lowe.
Foi sugerido que Howard foi o modelo de Waugh para Anthony Blanche em Brideshead Revisited. Mas Waugh escreveu a Lorde Baldwin: "Há um sodomita que às vezes aparece em meus romances sob vários nomes — era 2/3 Brian [Howard] e 1/3 Harold Acton. As pessoas acham que era tudo Harold, que é um homem muito mais doce e sensato [do que Howard]".
Ele teve um longo relacionamento com Alexander William Bertie Gordon Baird ("Sandy") que ele conheceu enquanto estudava no Eton College.
Howard é creditado por cunhar a frase "Qualquer pessoa com mais de 30 anos vista em um ônibus foi um fracasso na vida", frequentemente atribuída erroneamente a Margaret Thatcher. A frase tornou-se mais difundida quando usada por Loelia, Duquesa de Westminster, em suas memórias Grace and Favour (1961).
Ele sofreu de problemas de saúde na década de 1950 e cometeu suicídio tomando uma overdose de barbitúricos após a morte de seu amante, Sam Langford (1926–1958), que morreu repentinamente, mas naturalmente, durante o banho na residência de Howard. Eles foram enterrados um ao lado do outro no Cemitério Ortodoxo Russo, em Nice.
Evelyn Waugh escreveu: "Eu conhecia bem Brian Howard — um jovem deslumbrante aos meus olhos inocentes. Mais tarde, ele se tornou muito perigoso — atacando pessoas constantemente com os punhos em locais públicos —, então eu me mantive longe dele. Ele era tuberculoso, mas a causa imediata de sua morte foi um coração partido".
Marie-Jaqueline Lancaster escreveu uma biografia de Howard. Sua amiga de longa data, Allanah Harper, contribuiu com anedotas úteis, mas ela se opôs ao fato de ele ser chamado de "fracasso" e à ênfase em sua homossexualidade.